# Mycetia hirta
Mycetia hirta är en måreväxtart som beskrevs av John Hutchinson. Mycetia hirta ingår i släktet Mycetia och familjen måreväxter. Inga underarter finns listade i Catalogue of Life.